# Aemilianus (keizer)
Marcus Aemilius Aemilianus (207/8? — september? 253) was in de zomer van het jaar 253 ongeveer drie maanden lang keizer van Rome.

## Afkomst
Hij was oorspronkelijk uit een onbekende Mauretaanse familie maar wist door zijn talenten consul te worden.

## Gouverneur van Neder-Moesia
In 251 werd hij benoemd tot gouverneur van Neder-Moesia. Hij volgde hiermee Trebonianus Gallus op die tot keizer was uitgeroepen. Hij werd geacht vrede met de Goten te bewerkstelligen.  Aemilianus verdeelde echter het geld, dat bedoeld was deze vrede te subsidiëren, onder zijn soldaten.

## Greep naar de macht
In 253 riepen zijn troepen hem uit tot keizer en rukten op naar Rome. Daarop verklaarde Rome Aemilianus tot staatsvijand en stelde Valerianus aan om Aemilianus te vervangen. Voordat Valerianus voldoende troepen had kunnen mobiliseren, waren Aemilianus' troepen al zover opgerukt dat het te laat was om ze tegen te houden. Het kleine leger van Gallus zag geen heil in de ongelijke strijd, kwam in opstand en vermoordde Gallus en medekeizer Volusianus. Twee dagen later bereikte Aemilianus Rome en werd onmiddellijk door de senaat - die hem nota bene twee weken eerder tot staatsvijand had verklaard - uitgeroepen tot keizer.  

## Vermoord door eigen soldaten
Spijtig voor Aemilianus was Valerianus echter doorgegaan met het mobiliseren van troepen en tegen het eind van de zomer van 253 rukte hij op zijn beurt op naar Rome. Aemilianus kwam hem met zijn eigen troepen tegemoet en beide legers ontmoetten elkaar bij Spoleto in Umbria. Tot een gevecht kwam het echter niet: de troepen van Aemilianus kwamen in opstand, vermoordden de keizer en liepen over naar Valerianus. 